# Оперативно-рятувальна служба цивільного захисту України
Оперативно-рятувальна служба цивільного захисту України — спеціальне об'єднання аварійно-рятувальних та інших формувань (підрозділів), органів управління такими формуваннями (далі — ОРСЦЗ) в структурі Державної служби України з надзвичайних ситуацій, підпорядковане Департаменту реагування на надзвичайні ситуації. Є правонаступницею військ Цивільної оборони України та Державної пожежної охорони МВС України.

## Історична довідка
Оперативно-рятувальна служба цивільного захисту була утворена у 2004—2006 рр. у складі Міністерства України з питань надзвичайних ситуацій та захисту населення від наслідків Чорнобильської катастрофи (МНС України) внаслідок об'єднання Військ Цивільної оборони України, які перебували у підпорядкуванні МНС, та Державної пожежної охорони, яка перебувала в підпорядкуванні МВС України. Основою ОРСЦЗ стали колишні військові частини військ ЦО, переформовані у аварійно-рятувальні формування та підрозділи швидкого реагування, авіаційний та морський загони, Навчальний центр Служби, підрозділи забезпечення; та Державні пожежні частини, переформовані у Державні-пожежно-рятувальні частини.

## Нормативна база
ОРСЦЗ діє на підставі 24 статті чинного Кодексу цивільного захисту України та Положення про ОРСЦЗ, затвердженого Наказом Міністра внутрішніх справ України від 03.07.2014 № 631.
Кодекс законодавчо визначає, що ОРСЦЗ складається з органів управління, аварійно-рятувальних формувань центрального підпорядкування, аварійно-рятувальних формувань спеціального призначення, спеціальних авіаційних, морських та інших формувань, державних пожежно-рятувальних підрозділів (частин), навчальних центрів, формувань та підрозділів забезпечення.
Загальне керівництво ОРСЦЗ здійснює Голова Державної служби України з надзвичайних ситуацій, безпосередньо — Директор Департаменту реагування на надзвичайні ситуації апарату ДСНС.

## Формування та підрозділи

### Призначення підрозділів сил цивільного захисту ДСНС
За основними можливостями підрозділи Оперативно-рятувальної служби цивільного захисту поділяються на:
1. Підрозділи, призначені для гасіння пожеж, рятування людей та майна при пожежах, на об'єктах та територіях незалежно від підпорядкування та форми власності, проведення першочергових аварійно-рятувальних робіт, надання первинної медичної допомоги потерпілим.
2. Формування (загони, центри) призначені для ліквідації аварій (катастроф) техногенного, природного та воєнного характеру, наслідків стихійних лих (землетрусів, буревіїв, зсувів ґрунту, обвалів, селевих потоків, повені, снігових заметів, обмерзання, тощо), проведення пошуково-рятувальних, пожежно-рятувальних робіт, міжнародних рятувальних операцій, здійснення заходів з розмінування територій та заходів цивільної та територіальної оборони, загальнодержавного та регіонального характеру.
у їхньому складі функціонують:
- рятувальні підрозділи призначені для розгортання й проведення рятувальних чи інших невідкладних робіт у найкоротші терміни, для розшуку (у тому числі з використанням службових собак) та порятунку людей, які знаходяться у зруйнованих, палаючих будівлях, під завалами, зокрема і відкопування постраждалих із завалених споруд, а також для надання першої медичної допомоги потерпілим;
- інженерні — для ведення інженерної розвідки маршрутів та осередків ураження, розчищення завалів, відкопування постраждалих із-під пошкоджених споруд, створення спеціальних проїздів у завалах, обвалу конструкцій, виявлення пошкоджень у комунально-енергетичних та технологічних мережах, підготовки та утримання шляхів, утворення огороджувальних протипожежних смуг;
- радіаційного та хімічного захисту — проводять радіаційну та хімічну розвідку, здійснюють дозиметричний та хімічний контроль підрозділів, виконують дегазацію, дезактивацію обмундирування та інших матеріальних засобів, ділянок місцевості, доріг та споруд;
- піротехнічні — виявляють та знищують невикористані боєприпаси, у тому числі авіаційні бомби та інші вибухонебезпечні предмети, знешкоджують уражені елементи конструкцій споруд та будинків, а також пробивають проходи в завалах вибуховим методом;
- пожежно-рятувальні підрозділи мають такі завдання: гасіння пожеж, рятування людей і майна на об'єктах і територіях незалежно від підпорядкування та форми власності; локалізація й гасіння природних пожеж (лісові, торф'яні) та на об'єктах народного господарства, убезпечення маршрутів руху підрозділів;
- водопостачання — призначені для розвідки джерел води та обладнання пунктів водопостачання;
- зв'язку — для встановлення й підтримки надійного зв'язку, який забезпечує комунікацію між підрозділами, керівними органами та різними силами взаємодії;
- матеріального забезпечення мають своєчасно задовольнити нагальні потреби підрозділів спеціальним обладнанням, пальним, продуктами, засобами захисту, речовим, медичним, технічним майном та іншими матеріальними засобами.

### центрального підпорядкування
- Мобільний рятувальний центр швидкого реагування Державної служби України з надзвичайних ситуацій (м. Київ)
- Міжрегіональний центр швидкого реагування Державної служби України з надзвичайних ситуацій, м. Ромни Сумської області;
- 2 Спеціальний центр швидкого реагування Державної служби України з надзвичайних ситуацій, м. Дрогобич Львівської області;
- 3 Спеціальний центр швидкого реагування Державної служби України з надзвичайних ситуацій, с. Жеребкове Ананьївської району Одеської області;
- Спеціальний авіаційний загін Оперативно-рятувальної служби цивільного захисту ДСНС України, м. Ніжин Чернігівської області;
- Центр зв’язку та управління ДСНС України, м. Переяслав Київської області;
- Центр оперативного зв’язку, телекомунікаційних систем та інформаційних технологій ДСНС України, м.Київ;
- Управління забезпечення Оперативно-рятувальної служби цивільного захисту ДСНС України, м.Київ:
  - Оркестр Державної служби України з надзвичайних ситуацій
- Навчальний центр ОРС ЦЗ (сел. Ватутіне Харківської обл.)

### територіального підпорядкування
- Аварійно-рятувальні загони спеціального призначення
- Загони технічної служби
- Державні пожежно-рятувальні загони
- Державні пожежно-рятувальні частини
- Державні пожежно-рятувальні пости
- Частини технічної служби
- Центри забезпечення діяльності
- Оперативно-координаційні центри
- Центр оперативного зв'язку, телекомунікаційних систем та інформаційних технологій

### спеціалізовані формування
- Державний воєнізований гірничорятувальний (аварійно-рятувальний) загін ДСНС України (м. Кривий Ріг Дніпропетровської області)
- Дніпропетровський воєнізований гірничорятувальний загін (аварійно-рятувальний) загін ДСНС України

## Техніка та озброєння
На озброєнні формувань та підрозділів ОРСЦЗ знаходиться пожежна, рятувальна, інженерна, спеціальна техніка, техніка радіаційно-хімічного та біологічного захисту, авіаційна техніка (літаки та вертольоти), кораблі та катери різного призначення.

## Завдання, повноваження та права
Основними завданнями ОРС ЦЗ є проведення робіт та вжиття заходів щодо запобігання надзвичайним ситуаціям, захисту населення і територій від них, проведення аварійно-рятувальних та інших невідкладних робіт, гасіння пожеж, а також ліквідація наслідків надзвичайних ситуацій.
До повноважень ОРСЦЗ належить:
1) аварійно-рятувальне обслуговування на договірній основі об'єктів підвищеної небезпеки та окремих територій, що перебувають у власності, володінні або користуванні суб'єктів господарювання, на яких є небезпека виникнення надзвичайних ситуацій, перелік яких визначається Кабінетом Міністрів України;

2) подання місцевим державним адміністраціям, органам місцевого самоврядування та суб'єктам господарювання пропозицій щодо поліпшення протиаварійного стану об'єктів підвищеної небезпеки та окремих територій, що перебувають у власності, володінні або користуванні суб'єктів господарювання, та усунення виявлених порушень вимог щодо дотримання техногенної безпеки;
3) невідкладне інформування керівників суб'єктів господарювання, що експлуатують об'єкти підвищеної небезпеки, про виявлення порушень вимог техногенної безпеки;
4) отримання від місцевих державних адміністрацій, органів місцевого самоврядування та суб'єктів господарювання інформації, необхідної для виконання покладених на службу завдань;
5) безперешкодний доступ на об'єкти суб'єктів господарювання та їх територію для виконання аварійно-рятувальних та інших невідкладних робіт, робіт з ліквідації наслідків надзвичайних ситуацій, гасіння пожеж;
6) право вимагати від усіх осіб, які перебувають у зоні надзвичайної ситуації, додержання встановлених заходів безпеки;
7) проведення під час ліквідації наслідків надзвичайних ситуацій документування, кіно- і відеознімання, фотографування та звукозапису;
8) участь у роботі комісій з розслідування причин виникнення надзвичайних ситуацій у суб'єктів господарювання і на територіях, що нею обслуговуються;
9) тимчасова заборона або обмеження руху транспортних засобів і пішоходів поблизу та в межах зони надзвичайної ситуації, місці гасіння пожежі, а також доступу громадян на окремі об'єкти і території;
10) здійснення аварійно-рятувального забезпечення туристичних груп та окремих туристів.
ОРС ЦЗ бере участь у:
1) проведенні робіт щодо життєзабезпечення постраждалих;
2) здійсненні заходів з мінімізації та ліквідації наслідків надзвичайних ситуацій, пов'язаних із технологічними терористичними проявами та іншими видами терористичної діяльності під час проведення антитерористичних операцій;
3) в діяльності міжнародних організацій з питань, що належать до компетенції Державної служби України з надзвичайних ситуацій;
4) проведенні заходів щодо евакуації населення;
5) роботі комісій з розслідування причин виникнення надзвичайних ситуацій у суб'єктах господарювання і на територіях, що нею обслуговуються;
6) підготовці працівників підприємств, установ та організацій і населення до дій в умовах надзвичайних ситуацій;
7) здійсненні заходів контролю за готовністю об'єктів і територій, що нею обслуговуються, до проведення робіт з ліквідації наслідків надзвичайних ситуацій.
ОРС ЦЗ має право:
1)отримувати від місцевих державних адміністрацій, органів місцевого самоврядування та суб'єктів господарювання інформацію, необхідну для виконання покладених на неї завдань;
2) безперешкодного доступу на об'єкти суб'єктів господарювання та їх територію для проведення аварійно-рятувальних та інших невідкладних робіт, робіт з ліквідації наслідків надзвичайних ситуацій, гасіння пожеж;
3) вимагати від усіх осіб, які перебувають у зоні надзвичайної ситуації, додержання встановлених заходів безпеки;
4) проводити під час ліквідації наслідків надзвичайних ситуацій документування, кіно- і відеознімання, фотографування та звукозапис;
5) встановлювати тимчасову заборону або обмеження руху транспортних засобів і пішоходів поблизу та в межах зони надзвичайної ситуації, місці гасіння пожежі, а також доступу громадян на окремі об'єкти і території;
6) брати участь у розробленні та погодженні планів обмеження та усунення аварій на об'єктах і територіях, що нею обслуговуються;
7) надавати відповідно до законодавства платні послуги, що не суперечать та не заважають її основній діяльності.
Завдання, повноваження та права конкретних формувань ОРС ЦЗ визначаються їх статутами (положеннями), які погоджуються з ДСНС України та затверджуються згідно із законодавством України.

## Участь Оперативно-рятувальної служби цивільного захисту у проведенні АТО на сході України
Сили та засоби Оперативно-рятувальної служби цивільного захисту зі всієї України з перших днів Антитерористичної операції на території Донецької та Луганської областей залучалися до виконання завдань за призначенням — проводили невідкладні аварійно-рятувальні роботи; гасіння пожеж що виникли внаслідок ракетних та артилерійських обстрілів населених пунктів; евакуацію мирного населення та постраждалих осіб; розмінування та очищення від вибухонебезпечних предметів територій; житлових, промислових та транспортних об'єктів; доправлення гуманітарної допомоги у населені пункти на передньому краї бойових дій; проведення інженерних робіт з укріплення та будівництва оборонних рубежів тощо.
21 червня 2014 року під час виконання завдання, щодо доправлення вантажу, поблизу міста Чугуїв Харківської обл. вертоліт Мі-8 зазнав падіння, під командуванням підполковника служби цивільного захисту Редькіна Руслана Вікторовича, командира авіаційної ескадрильї спеціального призначення на вертольотах Спеціального авіаційного загону Оперативно-рятувальної служби цивільного захисту ДСНС України. Разом із командиром загинули пілот Лисиченко О. М. та бортовий інженер Михайлик В. Г.
Значний об'єм робіт здійснив особовий склад ОРСЦЗ в секторі катастрофи Боїнгу 777 в зоні проведення Антитерористичної операції на сході України.
Надважливу місію виконують у зоні проведення АТО піротехнічні підрозділи ОРСЦЗ — розміновують території, які були звільнені від терористів, житлові будинки, об'єкти життєзабезпечення.
У зв'язку з проведенням антитерористичної операції у Донецькій та Луганській областях піротехнічними підрозділами ОРС ЦЗ ДСНС України щоденно проводиться робота щодо обстеження, виявлення, вилучення та знешкодження вибухонебезпечних предметів, що залишають по собі бойовики. Станом на 21 лютого 2015 року з початку виконання робіт (6 червня 2014 року) піротехніки Оперативно-рятувальної служби цивільного захисту ДСНС України виявили та вилучили 33 тис. 081 од. боєприпасів:
- артилерійських снарядів — 5227;
- мінометних мін — 2689;
- бойових гранат та мін — 3104;
- реактивних боєприпасів — 571;
- інших вибухонебезпечних предметів — 21490.

Перевірено на наявність вибухонебезпечних предметів 968 адміністративних споруд. Всього, на 21 лютого 2015 р. перевірено ділянки території загальною площею — 1672.2 га та ділянки акваторії загальною площею — 37,5 га.
Крім того, виявлено та знешкоджено 5 підготовлених до використання ручних протитанкових гранат, 152 міни-розтяжки з гранатами, 379 розтяжок з сигнальними ракетами,15 розтяжок з саморобними пристроями, 6 мін з віддаленим керуванням направленої дії, 17 саморобних вибухових пристрої, 0,4 кг тротилу. А також знищено шляхом підриву в межах житлового кварталу мінометну міну 82 мм.
Також у звільнених населених пунктах Донеччини та Луганщини підрозділи ОРСЦЗ проводять аварійно-рятувальні роботи, роботи з відновлення та відбудови інфраструктури, електро- і водопостачання, житла, комунікацій, об'єктів життєзабезпечення та транспортних комунікацій
Особливо можна відзначити роботу Міжрегіонального центру швидкого реагування ОРС ЦЗ ДСНС України (м. Ромни) під командуванням начальника Центру полковника служби цивільного захисту Біляєва С. В. Державного підприємства «Мобільний рятувальний центр ДСНС України» (м. Київ) під керівництвом начальника Лавриненка С. Б., 1-го Спеціального центру швидкого реагування ОРС ЦЗ ДСНС України (м. Київ) під командуванням начальника Центру полковника служби цивільного захисту Качкана В. Л.
23 лютого 2015 року зведений загін з 30 рятувальників та 6 одиниць Міжрегіонального центру швидкого реагування ОРС ЦЗ ДСНС України вирушав до зони проведення АТО, де вивозив населення з небезпечних територій та доправляв гуманітарну допомогу постраждалим внаслідок бойових дій.
Під час виконання відповідальних завдань в зонах бойових дій, особовий склад Оперативно-рятувальної служби виявив надзвичайну мужність, а деякі героїчно загинули, захищаючи Україну від загарбників-терористів. Багато з них відзначені високими державними нагородами України, в тому числі і посмертно. Станом на 26 лютого 2015 року на сході України загинуло 15 рятувальників ОРС ЦЗ ДСНС України, 28 — поранені, та 1 — у полоні.

## Російське вторгнення в Україну (2022)
З дня фактичного початку воєнних дій, через військову агресію Російської Федерації, здійснену 24 лютого 2022 року, в Україні почалася загальна мобілізація. Тож відповідно до Закону України,  мобілізація проводиться одночасно на всій території і стосується національної економіки, органів державної влади, інших державних органів, органів місцевого самоврядування, Збройних Сил України, інших військових формувань, Оперативно-рятувальної служби цивільного захисту, підприємств, установ і організацій.
Насамперед, на звільнених від ворога територіях, рятувальники здійснюють розмінування та розчищення завалів після бомбардувань міст і селищ.